# Samuel Botsford Buckley
Samuel Botsford Buckley (9 de maio, 1809 - 18 de fevereiro, 1884)
naturalista americano.